# Charlie Calmeyn
Charlie Calmeyn (* 11. Januar 1920 in Brüssel) ist ein belgischer Jazz-Schlagzeuger und Bigband-Leader.
Calmeyn leitete 1937 ein Studentenorchester für Swing-Musik und 1938 bis 1947 eine Bigband in Belgien. Darin spielten unter anderem Toots Thielemans, der Saxophonist Jean Robert (1908–1981) und die Trompeter Janot Morales und Al Goyens, Gitarrist Bill Alexandre, der spätere Orchesterleiter Henry Segers und Schlagzeuger Jeff De Boeck. Auch in den 1970er und 1980er Jahren leitete er eine Bigband in Brüssel (Charlie Calmeyn Orchestre). Mit seinen Bigbands nahm er auch auf.

## Lexikalische Einträge
- Carlo Bohländer, Karl Heinz Holler, Christian Pfarr: Reclams Jazzführer. 3., neubearbeitete und erweiterte Auflage. Reclam, Stuttgart 1989, ISBN 3-15-010355-X.
- Émile Henceval: Dictionnaire du jazz à Bruxelles et en Wallonie. Liège: Pierre Mardaga, 1991.

| Personendaten    | Personendaten                   |
| ---------------- | ------------------------------- |
| NAME             | Calmeyn, Charlie                |
| KURZBESCHREIBUNG | belgischer Bandleader des Swing |
| GEBURTSDATUM     | 11. Januar 1920                 |
| GEBURTSORT       | Brüssel                         |